# اناسالمادا
اناسالمادا (به لاتین: Enasalmada) یک منطقهٔ مسکونی در سری‌لانکا است که در استان مرکزی (سری‌لانکا) واقع شده‌است.